# Conreu de l'arròs
El conreu de l’arròs és el procés agrícola pel qual s'obté el gra d’aquest cereal des de plantes conreades, a diferència de la recol·lecció de les varietats salvatges.

## Generalitats sobre l’arròs
L'arròs (Oryza sativa, que comprèn unes 25 espècies) és una planta herbàcia anual de tija en canya, erecta i que assoleix més d’un metre d’alçada. És originari del sud-est asiàtic. Hi ha documents que mostren que els xinesos ja el conreaven fa 4.000 anys, i es considera possible que foren els qui iniciaren el seu conreu, que a poc a poc va estendre’s per les regions monsòniques d’Àsia (Índia, Indoxina, Japó). Va arribar a la península Ibèrica i al segle xii es plantava a la Baixa Andalusia. A la fi del segle xx, l’arròs es conreava també de manera significativa a Amèrica, parts d'Europa i Austràlia.
L’arròs és un dels principals aliments de la humanitat, i disputa amb el blat la posició de cereal més important.
De tots els cereals conreats, l’arròs presenta la característica particular de ser semi-aquàtic. El conreu està molt estès per les regions de climes temperats càlids i tropicals, condicionats a la presència d’un grau suficient d’humitat.
Les formes més freqüents de conreu de l’arròs requereixen de la inundació dels camps. Però hi ha algunes varietats que creixen amb humitat, sense requerir de la inundació. Es tracta normalment de varietats de terres altes i la seua producció de gra és més reduïda que la de les varietats inundades.

## Preparació de la terra
La major part de l’arròs es cultiva en camps inundats. L’èxit de la producció es fonamenta en la gestió de l’aigua per a una adequada irrigació, la qual cosa implica la construcció de murs, ús de sénies, així com garantir que l’aigua penetre més de cinc centímetres en terra.

### Obtenció de noves terres
En el cas de l'Albufera de València, s'hi obtingueren nous arrossars per l’aterrament de parts del llac. Primerament, a la part de llac adquirida o arrendada, es construïen els marges, murs de delimitació de la propietat, sobre el fons de l’Albufera. S'hi aporta terra des d’algun lloc poc profund del llac, per a la qual cosa s'utilitzava una barca espaiosa i plana, de molt poc calat, anomenada barquetot o barca enterrada. L'eina utilitzada per extraure la terra era una aixada en forma de pala fixada a una perxa, amb una fulla significativament més gran (32 per 30 cm) que les de les aixades normals. La barca es buidava utilitzant cabassos d'espart, de manera que els murs de delimitació creixien fins a assolir una altura de mig metre sobre el nivell de l’aigua de la llacuna, formant-se el tancat. Aleshores s'omplia de terra el propi tancat fins que arribava al nivell dels camps veïns. Tot el procés de creació del camp rebia el nom de dragar, pres de l'extracció de les terres.

### Neteja de rius, séquies i canals. Reparació dels marges
Després de la collita de l’any anterior, cal dragar els canals i séquies cegats pel fang i eliminar la vegetació acumulada, per tal de facilitar la inundació i drenatge dels arrossars. Els estris utilitzats per a aquestes tasques eren la corbella de riu, els ganxos, el xafes i la llegona.

Així a Pego després de la sega, que és a finals de setembre, quedaven als arrossars els rostolls —la palla que queda en tallar les garbes d’arròs— que encara que podien arreplegar-se en part per a aliment de les cavalleries, en la seua major part quedaven al sòl, on es podrien o es cremaven. A octubre es birbava la terra per evitar el creixement incontrolat de males herbes, un treball que podia veure's interromput si les pluges de la tardor arribaven prompte.

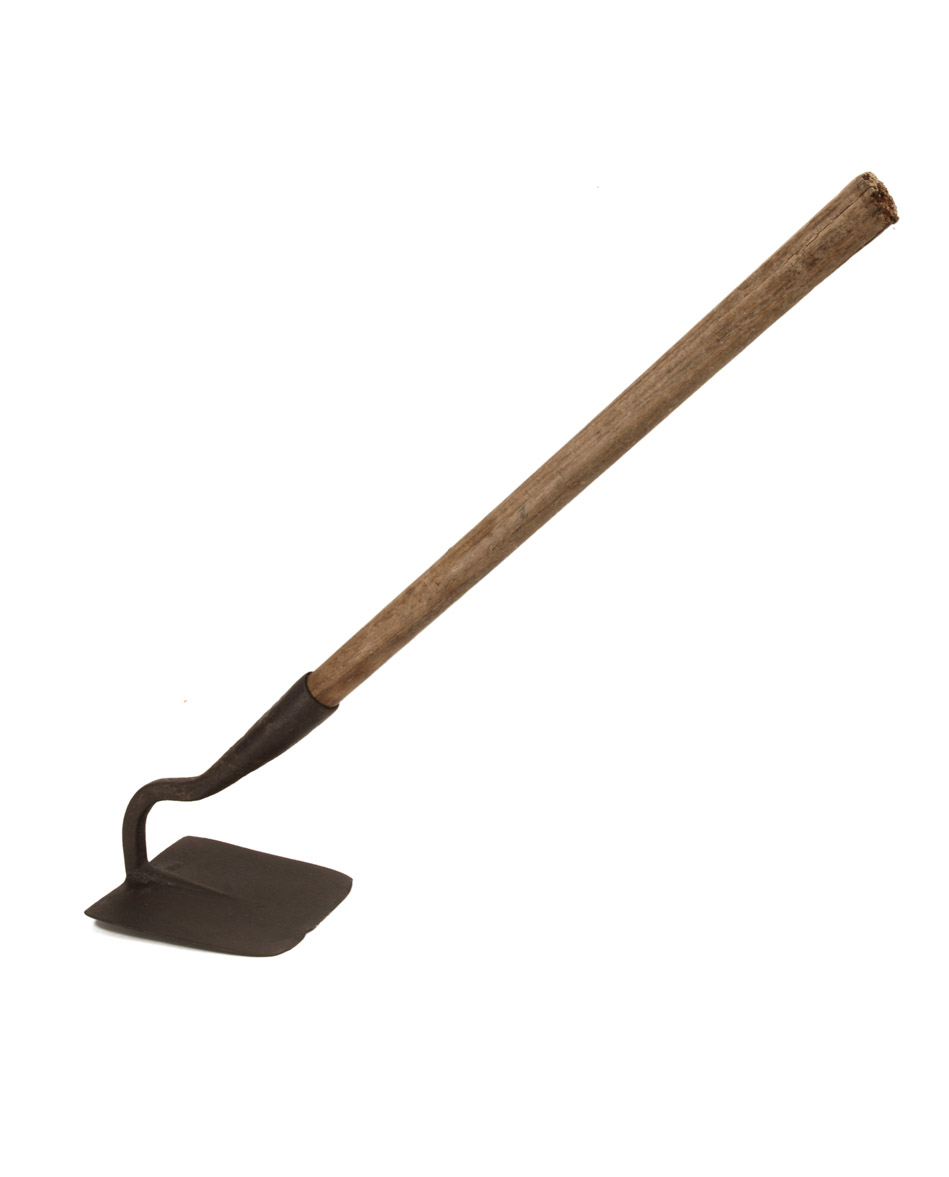
Llegona. Col·lecció de l'ETNO
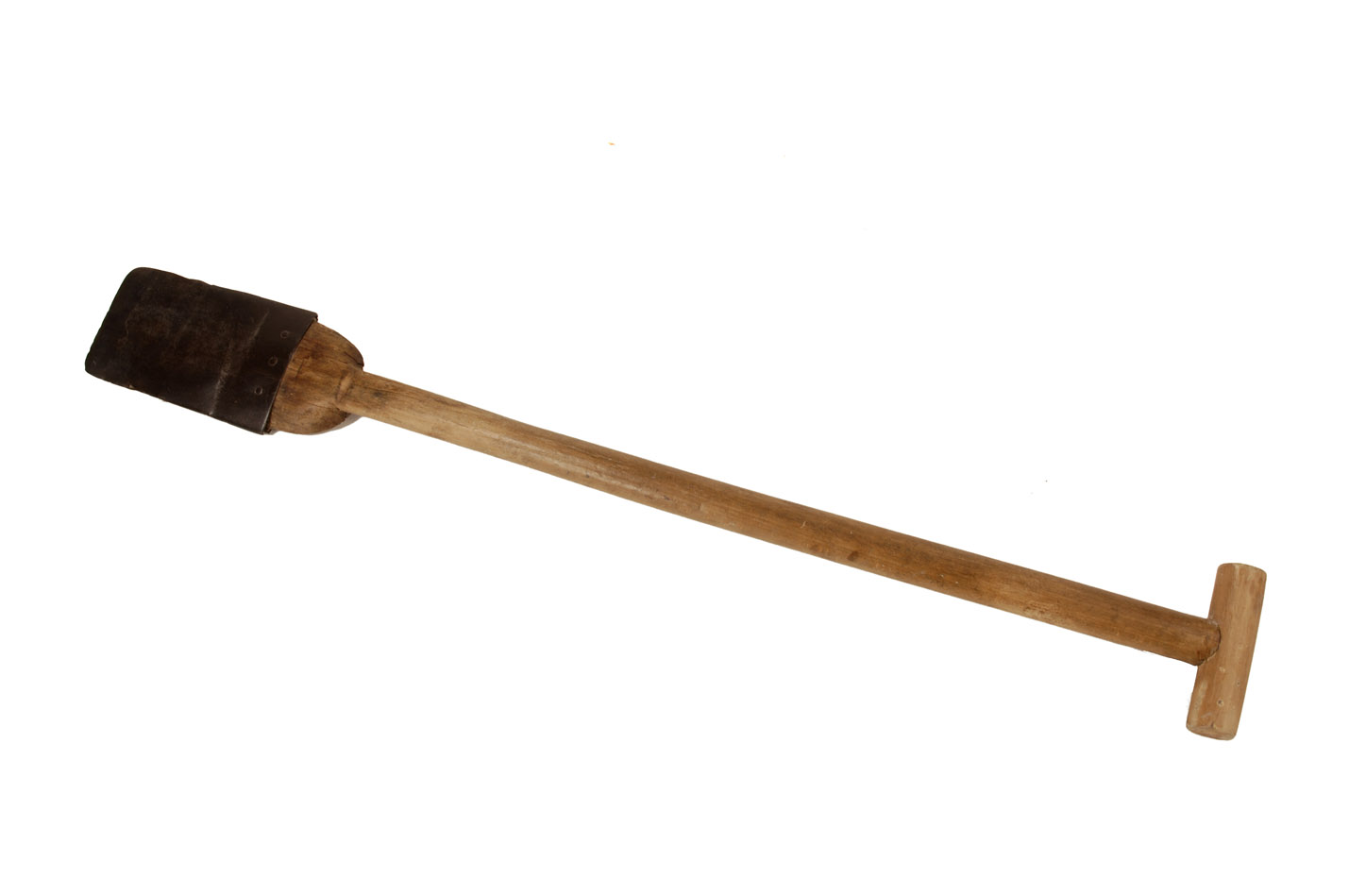
Pala de boqueta, per a netejar séquies. Col·lecció de l'ETNO

### El trencament de la terra
A Àsia l’arròs es cultiva a tres classes principals de sòl. Hi ha argiles amb un fons ferm a pocs centímetres de la superfície. També hi ha llims i argiles toves amb fons tous que es tornen durs en assecar-se. I finalment, hi ha torbes i terres que contenen torba, sempre que la profunditat de la torba no sigui excessiva.
Els planters i els arrossars, abans de rebre l’arròs, cal que siguin condicionats mitjançant diversos processos. Els camps es llauren —el procés tradicional a l’Albufera fa servir la xaruga, un tipus especial d’arada de pal introduïda al segle XIX—, fanguegen i adoben. A més poden produir-se breus dessecacions intencionades (eixugons) destinades a eliminar les algues.
En el cas de l’Albufera, el sòl és argilenc. Els camps romanen inundats tot l’hivern. Llavors cal eixugar la terra amb molta rapidesa, per evitar l'enduriment del sòl. Amb aquesta finalitat es trinxa (entaula) la terra. L'eina tradicional per fer-ho era l'entauladora, un aparell consistent en un tauló dur amb diverses fileres de tallants en la seua part inferior. L'entauladora està molt estesa per la conca mediterrània, l'Àsia central, Caucas i Àsia meridional.

A la marjal de Pego-Oliva, s'utilitzaven la xaruga i el forcat senzill (també conegut com a forcat de ferro), ambdós complementats pel xafes. La xaruga i el forcat són tipus diferents d’arada que s'adapten a diferents tipus de terrenys. El xafes, també conegut com a aixada plana, és una eina manual amb una fulla més llarga que la de l’aixada normal, i es feia servir per als terrenys on l’ús d’animals no era viable, ja fos per la falta d’espai, ja fos per la naturalesa torba del sòl que hi estacava els animals.

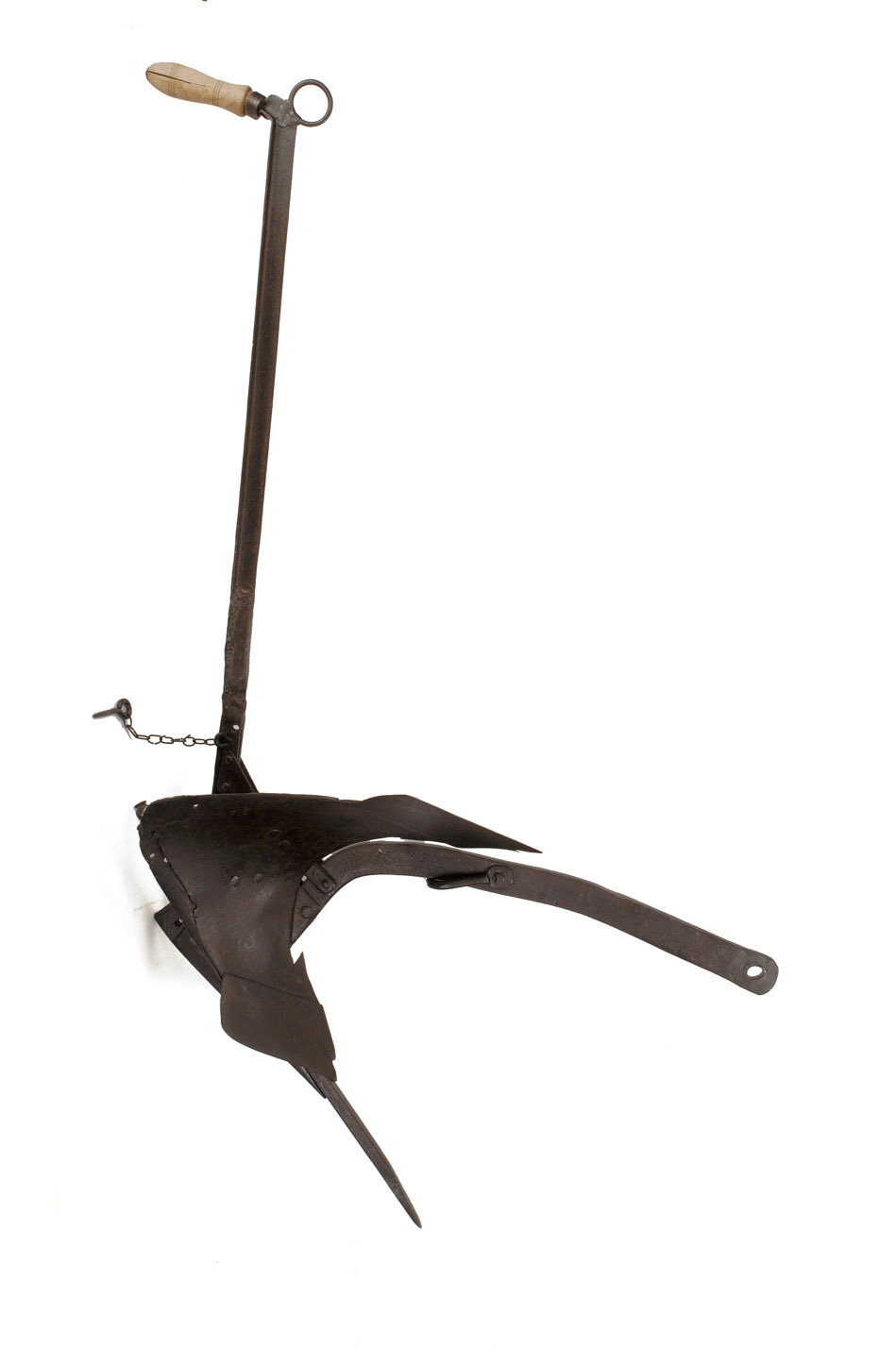
Xaruga. Col·lecció de l'ETNO
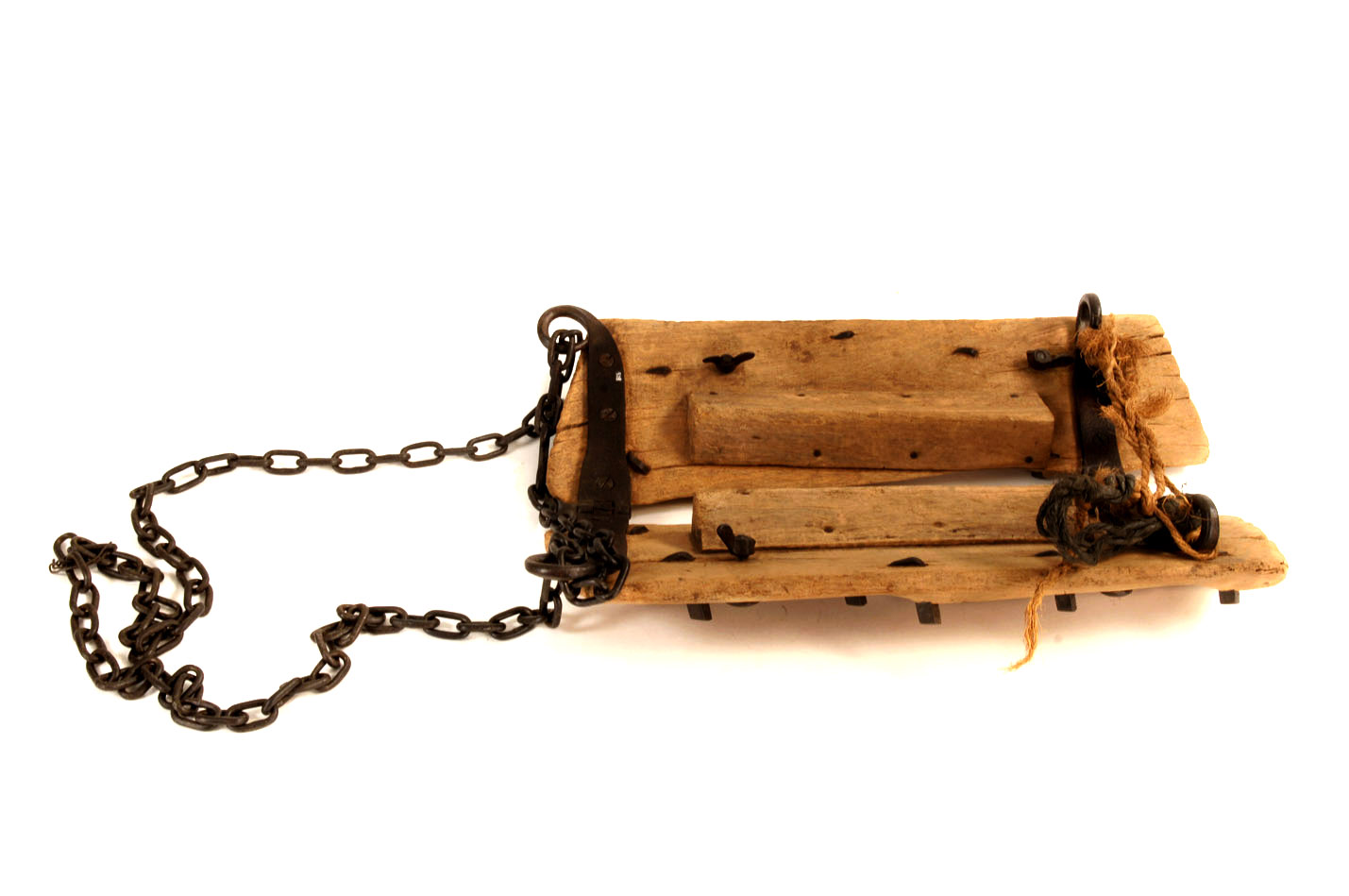
Entauladora. Col·lecció de l'ETNO

### Anivellament del sòl
L’anivellament dels camps es feia amb xafes, cabàs i taula plana. La finalitat d’aquesta tasca és facilitar la inundació regular del terreny, però també contribueix a l’adobat soterrant les brosses i rostolls.

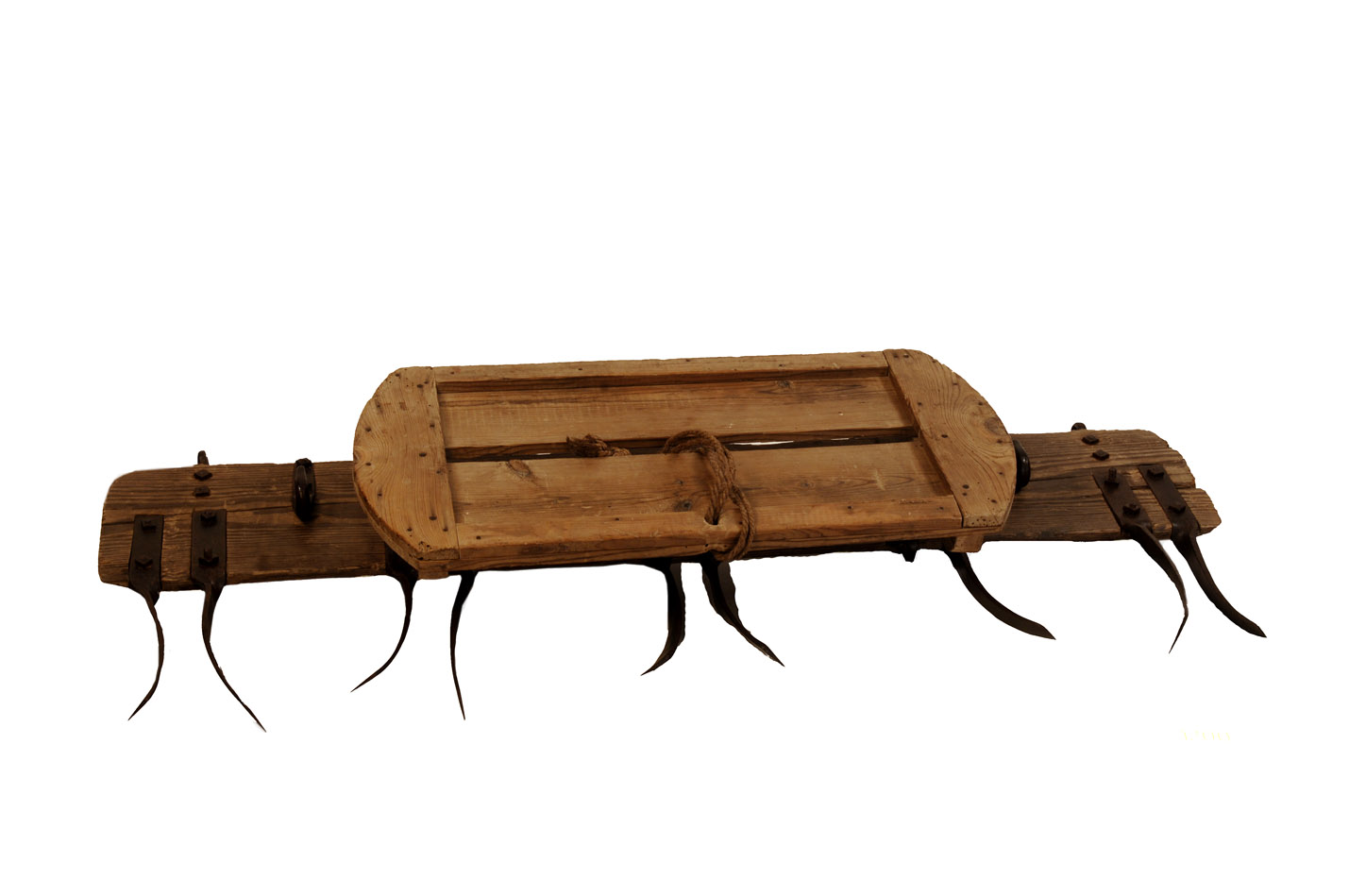
Draga de fanguejar. Col·lecció de l'ETNO

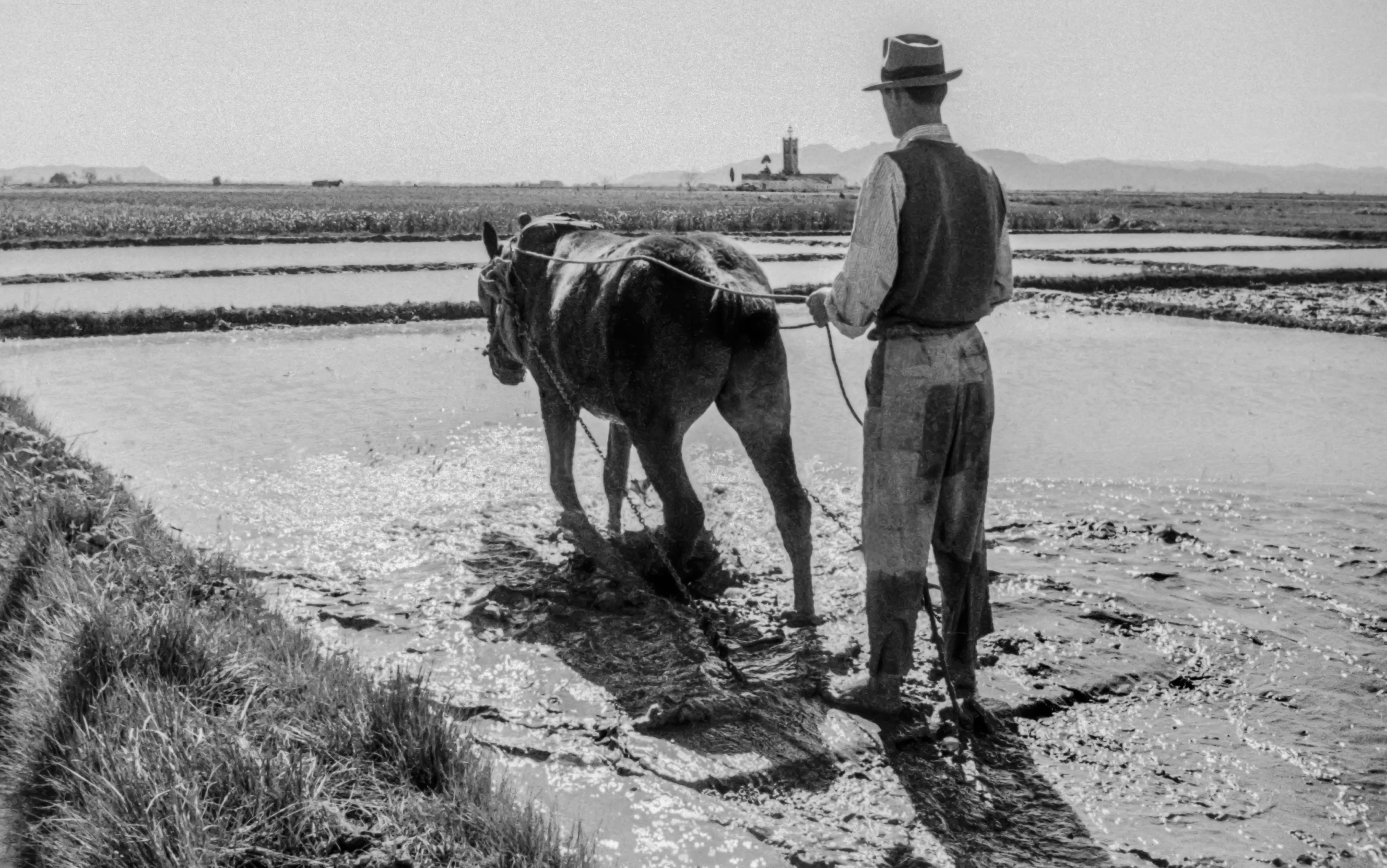
Fanguejar, Alginet 1952

A l’Albufera per a esmicolar gleves i terrosos es feia servir la draga. La draga consta principalment d’un tauló arrossegat pel terra per un cavall i que porta a la seua part posterior sis parells de ganivetes col·locades de forma que trenquen les gleves de terra. L’ús de la draga està estès per la Mediterrània fins l'extrem Orient. Després d’usar la draga, cal utilitzar la entauladora per a eliminar les irregularitats que encara hi queden.

### Adobat
L’adobat pot realitzar-se mitjançant el conreu previ d’alguna planta –l’adobat en verd- o subministrant nutrients d'altres orígens, com fems d’animals, restes vegetals del birbat, rostolls o restes de neteja de les séquies. El rostoll enterrat enriqueix el sòl en potassi.
A Pego, als vint dies de sembrar el planter, es donava un aixugó per tirar adob, uns 80 a 90 kg per fanecada. Aquest procés es repetia tres o quatre voltes, depenent del desenvolupament dels plançons.

### La inundació i el drenatge dels arrossars
En el cas dels arrossars situats en terres planes, com en el cas de l’Albufera, on el nivell dels camps i la llacuna és el mateix, s'utilitzen bombes per extraure l’aigua dels camps cap a les séquies. Per inundar els camps només cal obrir la comporta.
En el cas de terres situades a més altitud, com era el cas a Alberic, els camps formen terrasses. L’aigua passava a través de les obertures dels dics, baixant d’esglaó en esglaó pel conjunt dels camps.
A la marjal de Pego-Oliva, la pluviositat i l’orografia afectaven els procediments. Una pluviositat hivernal major feia que la marjal quedava inundada fins a febrer o març, quan la terra s'eixugava i era treballada amb la xaruga o el xafes. Cap al 15 d’abril es realitzava l'omplida del terme. Aquesta operació requereix de el muntatge previ de les parades en els rius, uns taulons de fusta, posats un damunt d’altre i enganxats en els galzes, estructures de pedra o obra situades als dos costats del riu i dotades d’una guia. Les parades fan pujar l’aigua de nivell i permeten la seua distribució a través dels canos cap a les séquies mares, séquies i sequiols. A més hi havia una sèrie de goles fetes per l’home als marges dels rius per facilitar l’accés de l’aigua a les partides baixes, anomenades fondes.
Totes les partides disposaven de boqueres per a l'entrada de l’aigua (antara de dalt) i per a la seua eixida (antara de baix).
El procés d’inundació dels camps rentava les séquies pel moviment de l’aigua, però els materials eren arrossegats cap els camps, embussant les boqueres. Els sequiers treien el fang amb l’aixada de mànec llarg i la llegona, i les restes vegetals amb el ganxo.

### Remoció i uniformat de la terra
Una volta ple d’aigua l’arrossar, cal recavar-lo. Si les característiques del terreny ho permeten, es fa amb la post de ganivets i la taula plana, tirades per cavalleries. Quant el terreny es massa tou o la superfície massa petita, cal fer ús de eines manuals com l’aixada i el xafes.
En les terres altes de Pego la post de ganivets era estirada pels mateixos agricultors, perquè el nivell de l’aigua era massa alt per entrar-hi les haques.

## La sembra de l’arròs
La sembra tradicional de l’arròs es realitza molt generalment pel sistema de petits planters. La difusió del sistema de petits planters amb trasplantament és extensa. Molt corrent a Àsia Oriental, està generalitzada a Espanya amb poques excepcions (Múrcia, alguns llocs del País Valencià). No era corrent a Itàlia i sembla que la seua popularitat a Espanya prové de les Filipines.
Els avantatges del sistema de petits planters són una major homogeneïtat de les plantes, un menor temps de permanència de l’arròs al camp, facilita la distribució regular de les plantes als camps, estalvia llavors i incrementa la productivitat.

### Realització del planter
Al sistema de petits planters, les llavors es fiquen a remulla per un període de 24 a 48 hores, per a facilitar la seua germinació i evitar que suren. L'enrelament en la terra es feia de la següent manera: un home agarrava un cabàs ple d’arròs que estava nugat de les anses pel mig de la faixa passada per darrere del coll. Amb la mà esquerra agarrava d’una ansa i amb la dreta barrejava l’arròs.
El planter requereix d’una atenció minuciosa. El nivell d’aigua cal que siga de tres o quatre dits. A més l’aigua ha de romandre quieta, rebent la calor del sol i mantenint una temperatura més elevada.
Les llavors es sembren en terrenys especialment preparats i quan els 25 o 50 dies els plançons es trasplanten.
En l’Albufera de València la sembra es feia en març (a Pego es feia el dia de Sant Josep) en planters, creats artificialment i preparats amb adob vegetal de favons. Les bassetes de planter, d’uns 10 metres quadrats, eren inundables. La basseta s'ompli d’aigua i es planta l’arròs llançant-lo amb la mà, procés que localment s'anomena “barrejar l’arròs”.

### La plantada
Quan l’arròs arriba als 20 o 25 cm d’alçada, es treien els plançons dels planters per trasplantar-los. Els plançons es lligaven amb cordes d’espart –a alguns llocs de bova o jonc- formant garbes.
Les garbes es portaven als arrossars inundats en carros, encara que també podia aprofitar-se la força de l’aigua. Tot seguit es repartien amb el carret de garbejar, situant les garbes a espais regulars. Aquesta activitat la coordinava un plantador principal anomenat tallador o tallant, que marcava la línia a seguir pels altres treballadors.
Uns dies després de fet el trasplantament, calia repassar els camps per detectar les zones on les plantes havien quedat massa separades i afegir-ne d'altres, activitat anomenada plantar garbes.
Les feines del trasplantament es realitzaven de forma manual. Els plantadors treballaven ajupits i dins de l’aigua. Les faixes els evitaven la gelor dels lloms. També es ficaven didals de goma per evitar que els dits se’ls aiguaren. A les cames es ficaven les garramanxes, uns draps nugats per venes o vetes que els protegien de les picades de les puces d’aigua i de les sangoneres.

### Atencions
Després del trasplantament, cal una vigilància periòdica de l’arrossar fins al temps de la sega. Aquestes atencions es refereixen principalment al nivell de l’aigua, al birbat i a l’adobat.
L’aigua té un paper termoregulador, de manera que evita el fred excessiu. Depenent del territori, en dates determinades o de forma específica es realitzaven eixugons. Consistien en buidar d’aigua els arrossars per uns dies. Tradicionalment s'atribuïa a aquest procés facilitar l’accés de la llum solar als arrels de la planta, cosa que feia que les tiges guanyaren volum. Un altre efecte beneficiós era la destrucció de les algues de l’arrossar, així com acabar amb l'esprella, una planta aquàtica frondosa, molt perjudicial per al conreu.
Les birbades periòdiques controlaven l’aparició de males herbes (serreig, jonça) principalment quan les plantes són més menudes i dèbils. Normalment es birba a mà, però per a tallar les plantes més grans es fa servir la corbella. El creixement del cereal fa que la mateixa ombra de l’arròs dificulte l’aparició d'altres plantes.
Un primer adobat es realitzava abans del trasplantament i un altre es realitzava posteriorment en la fase inicial però amb les garbes ja plantades.
Una activitat important principalment entre la maduració de la planta (juliol) i la sega (setembre) era allunyar als pardals, especialment els teuladins. Es ficaven espantaocells de diferents dissenys fent servir materials improvisats, i també es ficaven pots de llanda amb pedres, units per cordells i connectats de manera que una oscil·lació petita formava un gran soroll. Aquest era un sistema molt utilitzat a Pego, on una quantitat reduïda d’aquests aparells cobria tota la marjal.

## La collita de l’arròs
Quan el gra arriba al punt de maduresa adequat (finals d’agost o inici de setembre a Pego; mitjan setembre a l’Albufera) és el temps de la sega. La sega i el batre eren el moment en més important del conreu de l’arròs des d’un punt de vista sociològic, puix en aquest temps la vida dels pobles s'abocava cap a les activitats arrosseres. La majoria dels llauradors del poble, tant propietaris com jornalers, amb la col·laboració de familiars, es dedicaven a les faenes fins a l'emmagatzemament del gra.

### La sega de l’arròs

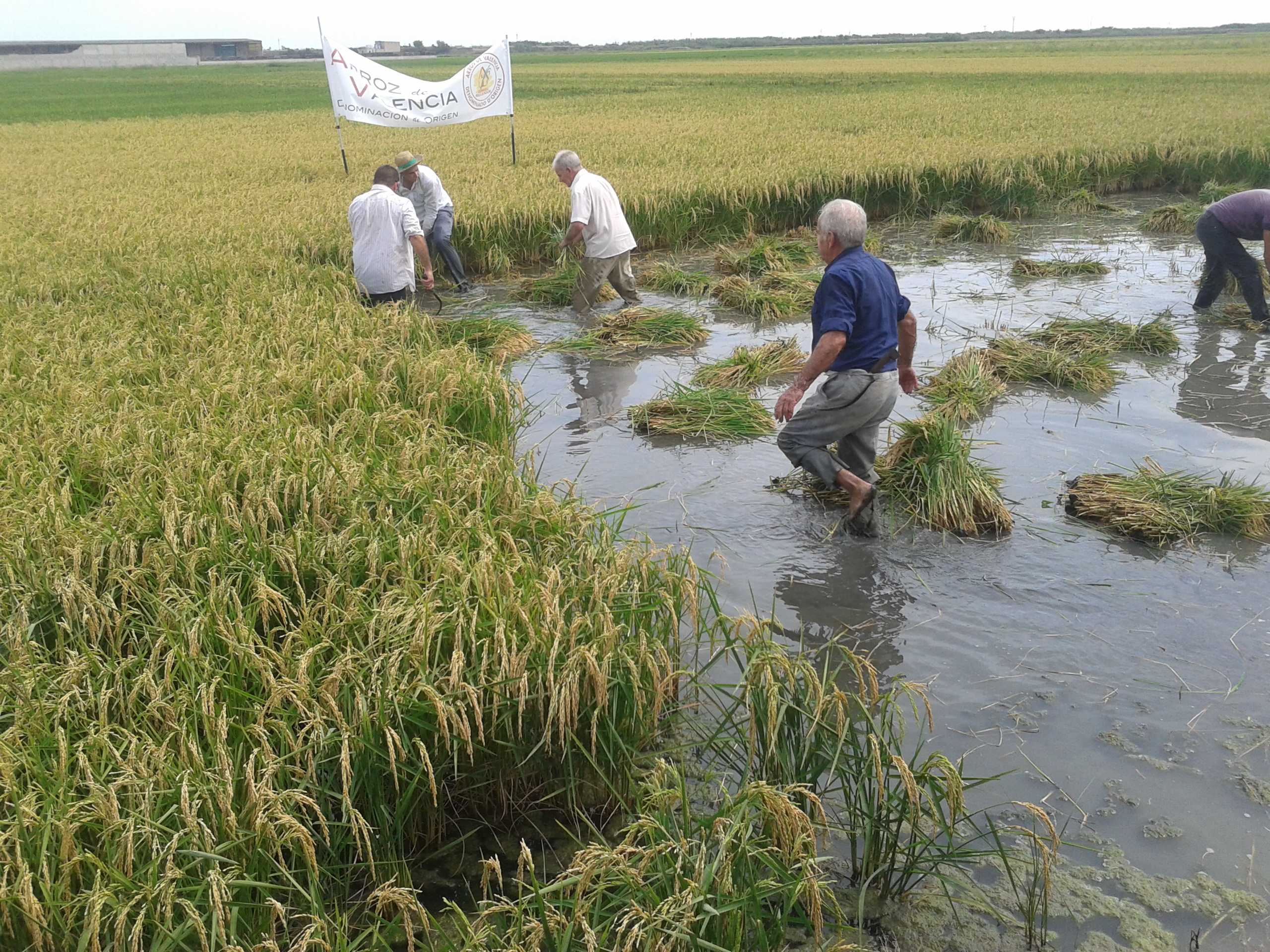
Sega de l'arròs a mà a Catarroja, 2008

Set o vuit dies abans de la sega s'eixuguen els camps, per tal que els segadors treballen sobre terreny relativament sec (de fet, els treballadors treballen amb els peus nus i el fang els arriba fins als turmells). Aquesta forma de treballar substituí a la collita amb l’arròs dins de l’aigua, que comportava seriosos problemes de salubritat, les febres.
La sega comença a l’alba. Les eines que porten els operaris són la corbella o falç (anomenada corbella de segar per distingir-la d'altres), i un corbellot o corbella de desbarbar. La corbella de segar té al fulla d’acer dentada, formant un arc de 45 cm amb 38 cm de corda, un radi de curvatura relativament gran dintre de la seua categoria d’eines. La fulla està encastada en mànec amb pom. Els segadors treballaven en fila, separats uns metres els uns dels altres. Amb la mà esquerra es subjectava el manoll d’arròs mentre que amb la dreta se’l segava amb la corbella.
Un grup de treballadors lliguen les garbes per sota l'espiga, i un tercer grup separa l'espiga de la resta de la garba, que queda al camp com a restoll. Aquest últim tall es fa amb el corbellot i rep el nom de desbarbar. El corbellot (corbella de desbarbar) té un arc de fulla d'uns 70 cm, una amplària de 5 cm i un arc de 60 cm. Les mides són més grans que les de la corbella de segar però les proporcions són semblants, i les fulles també són dentades. El corbellot s'agarra amb les dues mans.
La part inferior de les garbes queda als camps on es crema per adobar-los, sistema també emprat a Java. Uns altres usos del restoll són com a palla per als animals i per revestir les parets de les cases.

És important que el gra estiga sempre separat de l’aigua.

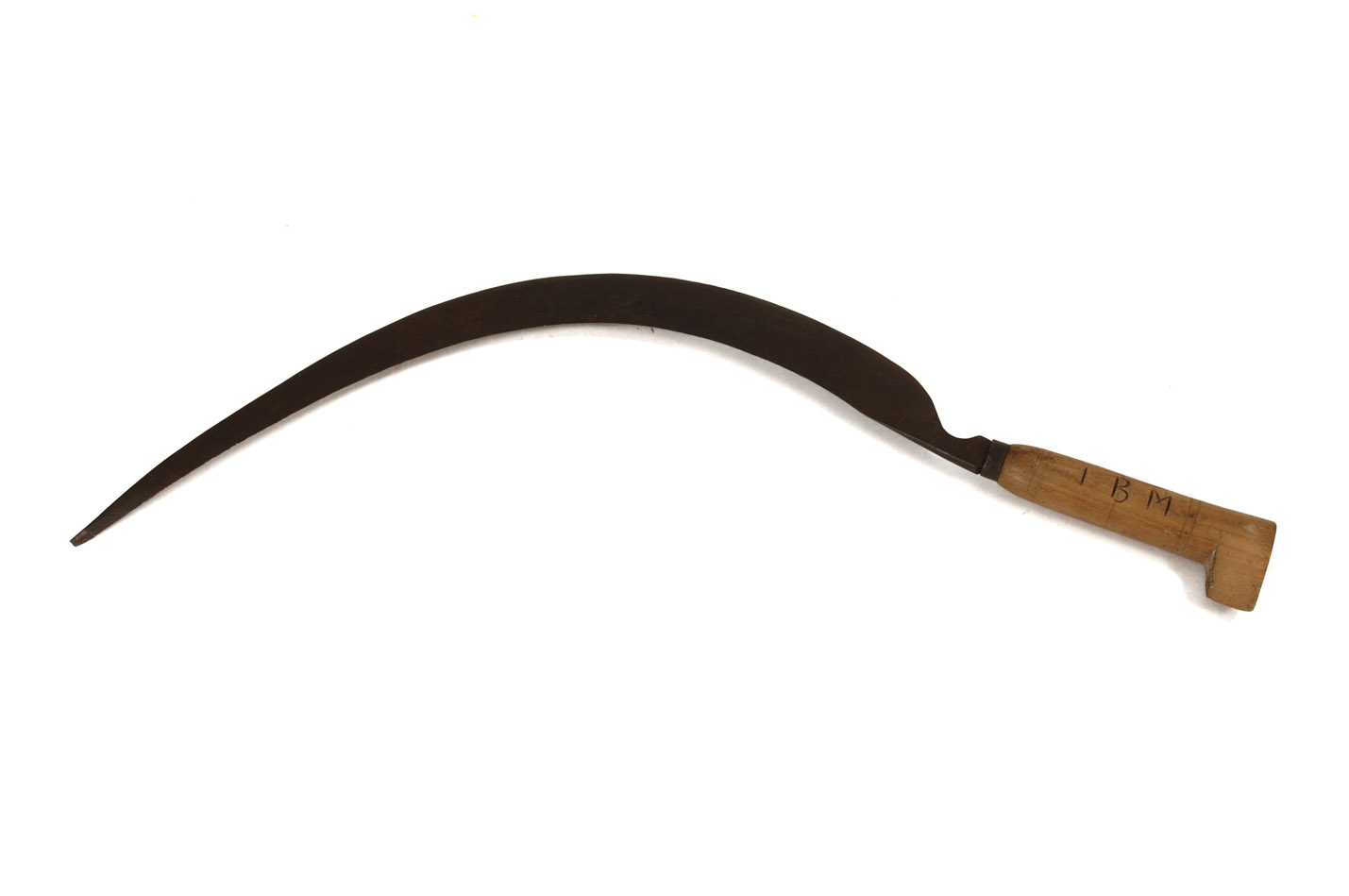
Corbellot, o corbella de desbarbar. Col·lecció de l'ETNO
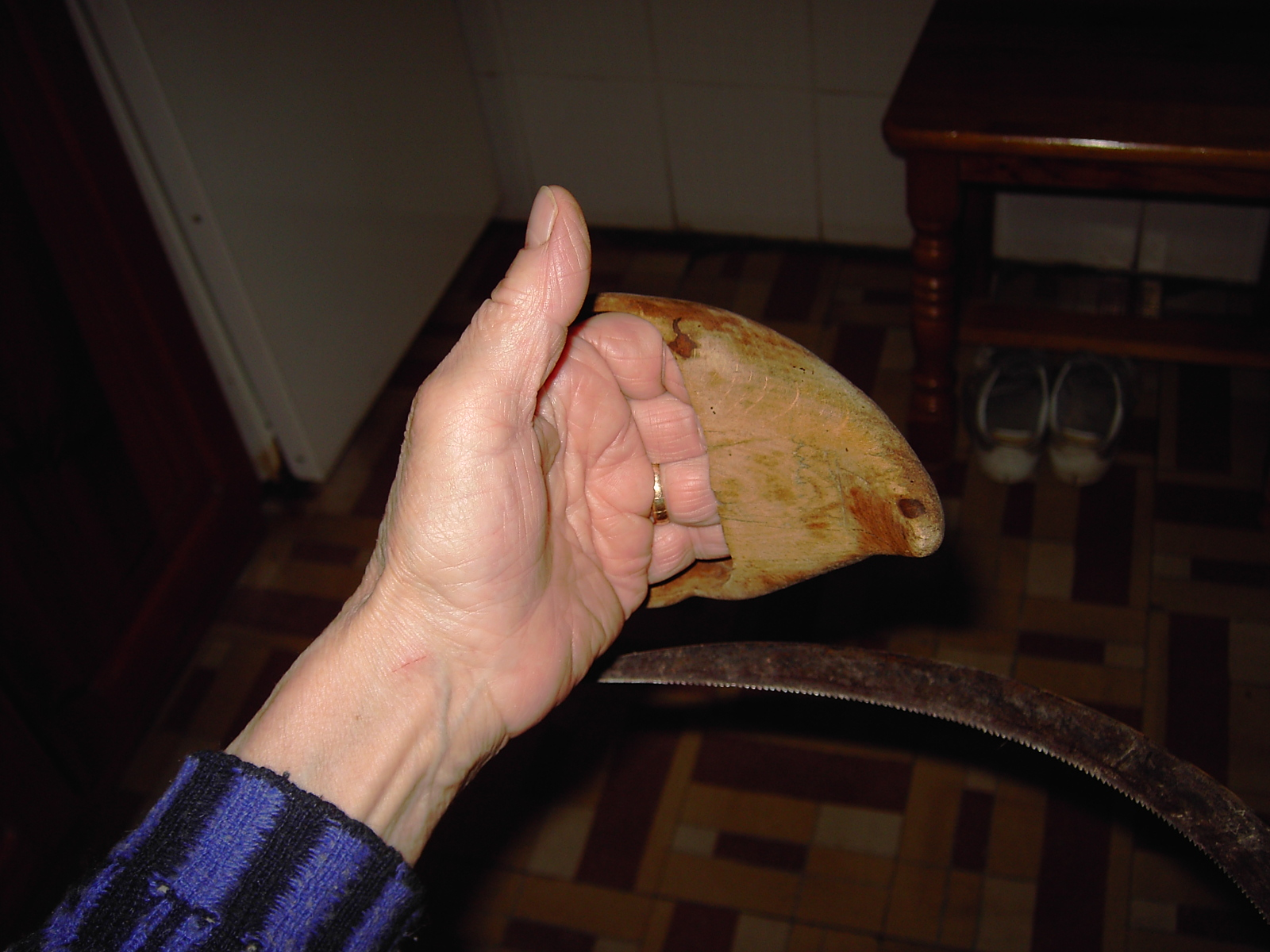
Esclopet, per a protegir la mà que no porta la corbella
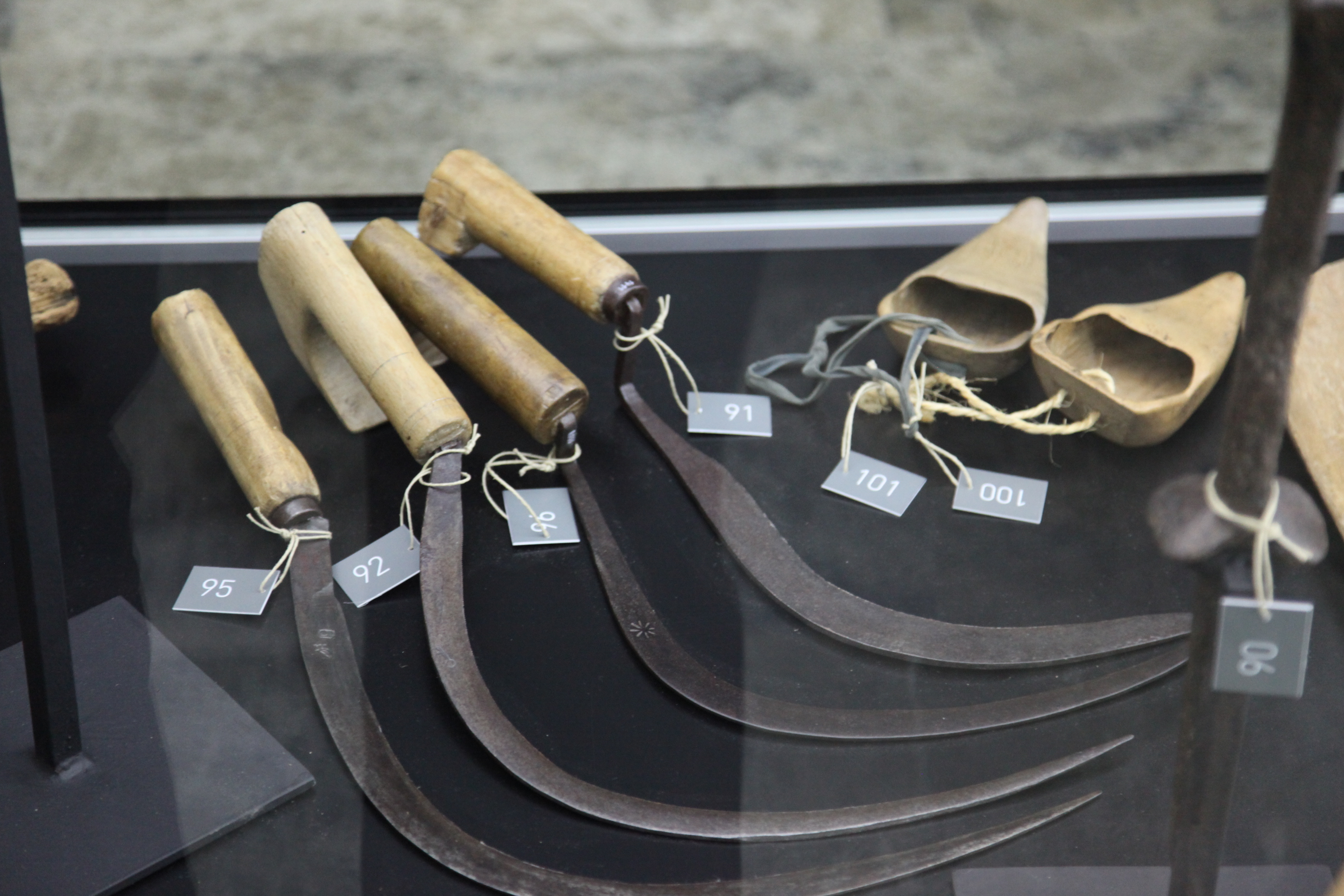
Corbelles i esclopets. Col·lecció de l'ETNO

### Transport a l'era

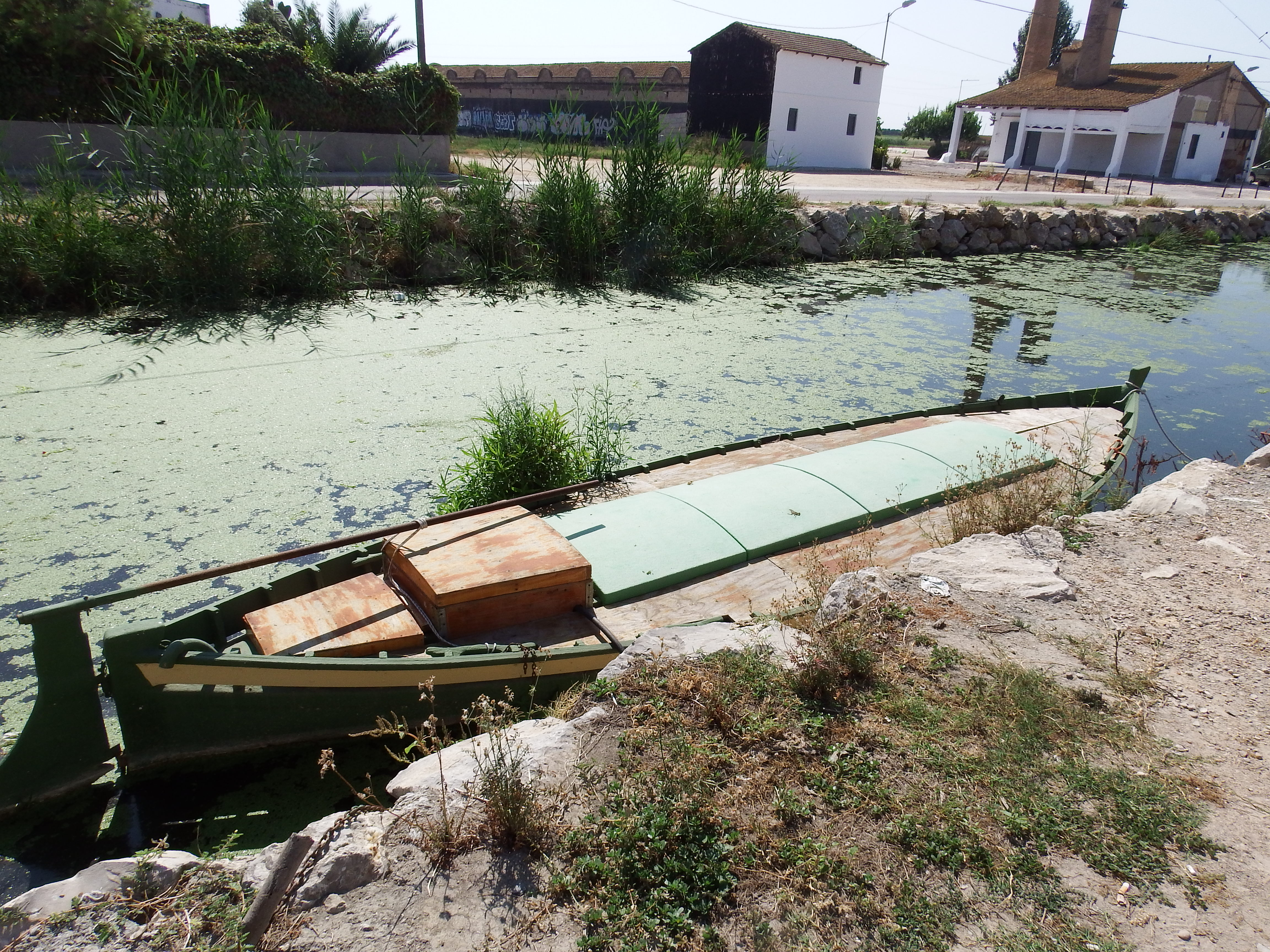
La xarxa de séquies permetia el transport del gra. La Séquia del Tremolar connectava amb els molins i batedors de Caguetes i el Pasiego, a Alfafar.

Una volta segada una propietat o una partida, cal portar les espigues a l'era. Depenent del lloc, els mitjans utilitzats són diferents. A l’Albufera trobem el carret de garbejar, una mena de trineu format per una plataforma (taula) suportada sobre dos patins amples anomenats pales, i tirat per un cavall. El disseny del carret de garbejar fa que llisque fàcilment sobre el fang. Aquest carret també es feia servir al Delta de l’Ebre. A la marjal de Pego-Oliva la forma de traslladar la producció depenia de la disponibilitat local. Si hi havia una séquia d’amplària suficient, s'utilitzaven barques de quilla plana, a voltes impulsades per animals, a voltes impulsades per persones estirant d’elles o perxant-les. Si es trobaven a la vora d’un riu, un home perxant podia ser suficient. I també podia fer-se servir el carret de garbejar.

## La trilla
La trilla (també anomenada batuda) de l’arròs es fa en les eres. Les eres són espais plans normalment circular i coberts de rajoles de fang. Varien en superfície segons les poblacions: a Pego eren de 18 a 25 metres de diàmetre, mentre que a l’Albufera no arribaven als 15 més que excepcionalment (com al Palmar).
Les eres es preparen llevant amb corbelles o a mà les herbes crescudes al llarg de l’any. Després s'escombraven amb ramassos i es tirava aigua. Aleshores es feia passar el rutló o trompellot, estirat per haques.
També són diversos els sistemes de trillat. Un amb molta tradició a Àsia central, Índia, Tailàndia, Portugal, Espanya i parts d’Itàlia era trepitjar-lo amb grans bèsties (bous principalment); aquesta activitat s'anomena batre. Una altra forma de trillar és esclofollant les garbes amb objectes sòlids (pedres, tonells, les vares de trillar de l’Índia, la batolla a la Xina). Una combinació és el corró de trillar arrossegat per bous, que es fa servir a l’Àsia central i la Xina.
El sistema de batuda tradicional a l’Albufera consistia en deslligar els feixos d’espigues i amuntegar-los formant un cercle. Després són trepitjats per haques a les que es fa caminar en cercle. A Pego, després un procés semblant amb l’haca, es repetia, esta volta estirant l’animal del trompellot, també anomenat rutló, peça de pedra en forma de con truncat, d’una llargària d’uns 80 cm i uns diàmetres de 20 i 26 cm.
Durant la trilla, la palla es volteja repetidament amb forques de tres o quatre puntes i es tira a un costat, de forma que al final del procés la palla envolta els grans. Quan els grans ja estan esclofollats, es netegen de la palla que no s'ha llevat amb les forques i d'altres residus.

## Ventat
El gra serà amuntonat amb pales, rastells i tregilles en un extrem de l'era i si el vent era favorable s'iniciava el ventat. El gra es llançava a l'aire amb la pala i aquest es portava el pallús, ja que l'arròs és més pesat i queia als peus del ventador. Algunes vegades, per treure la palla que el vent no podia arrossegar, un home es cobria amb un sac i es col·locava sota del ventador per, amb un ramàs, anar retirant-la.
Després del ventat encara romania al costat del gra la palla més diminuta, els grans fallats i la pols, la qual cosa feia necessari un garbellat. Un home subjectava i movia contínuament l'erer, el qual estava recolzat en el sòl mitjançant dos pals verticals acabats en forquilles en el seu extrem superior per enganxar-se a les nanses, i un altre home anava tirant el gra.

## Dessecació i emmagatzematge

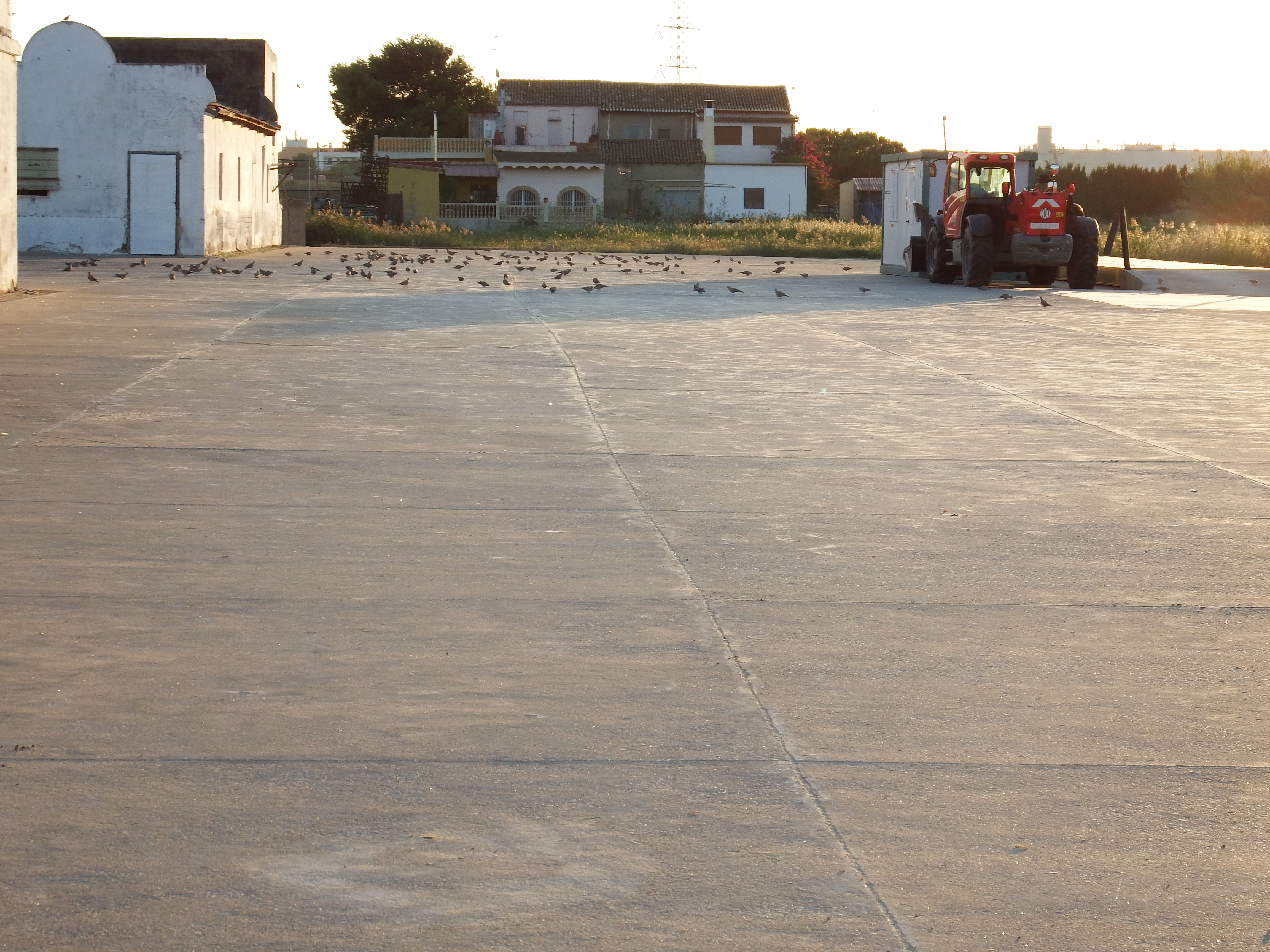
Sequer de la Batedora de Pasiego, a Alfafar

Un cop trillat era necessari eliminar l'excés d'humitat de l'arròs per evitar fermentacions i garantir la seva conservació. En l'era (si ja no calia batre més) o al sequer és escampava el gra per assecar-lo a el sol durant un període que oscil·lava entre dos i quatre dies. Periòdicament calia remoure-ho per obtenir un assecat uniforme, funció que es realitzava amb els peus, els rastells o amb una eina especial, la llauradora.
Moltes vegades la venda de l'arròs es realitzava en l'era, pel que una vegada envasat en sacs era transportat directament al molí; en cas contrari, l'agricultor havia de fer-se càrrec de l'emmagatzematge. L’arròs es transportava en carros a la cambra, última planta de la casa, especialment condicionada per a emmagatzematge de productes agrícoles i que disposava d'una ventilació suficient a través d'unes finestres que comptaven amb unes malles metàl·liques que impedien l'entrada d’insectes i rosegadors. L'arròs es podia emmagatzemar en sacs o solt, però havia de ser vigilat i remogut constantment per evitar que es pogués fer malbé, sobretot si encara contenia un excés d'humitat.

## Molineria

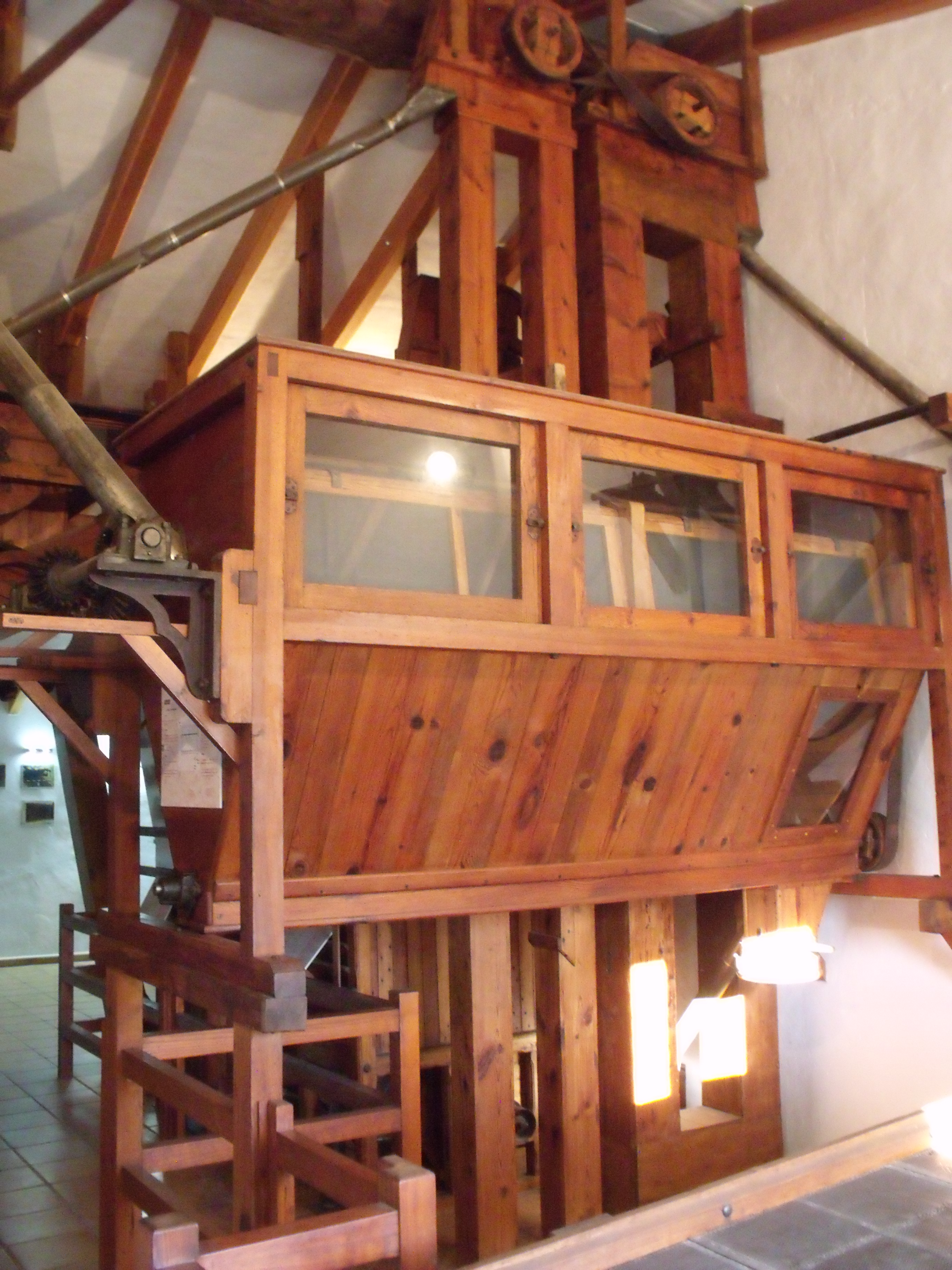
Instal·lació de classificació de gra al Molí de Quartell, d'ùs per a arròs i blat. Museu de l'Aigua (Quartell)

L'arròs, com altres cereals, ha de ser sotmès a processos que l’adapten al consum humà, els quals consisteixen fonamentalment a separar l'escorça del gra. Al conjunt d'aquestes operacions se les engloba sota el nom de molineria.
El morter va ser un dels mitjans més antics per separar l'escorça del gra i, encara que mai va poder competir amb els molins arrossers, va ser molt utilitzat en l'àmbit domèstic per satisfer el consum familiar. A més permetia moldre arròs fora dels circuits oficials quan la intervenció estatal, que era molt intensa durant la Guerra Civil. La molta de grans quantitats de gra requeria de les existència d'instal·lacions especials que ja utilitzaven fonts extrahumanes, com ara la forca animal, la hidràulica i, més tard, l'elèctrica.
Tot i que cada molí podia disposar de maquinària més o menys evolucionada per al tractament del gra, les funcions bàsiques del procés eren:
- Garbellada: cribratge inicial per evitar l'entrada d'elements estranys.
- Esquellar: el gra perd la corfa després de ser sotmès a processos de fricció entre les moles.
- Ventar: separació del gra de l'escorça i la palla menuda mitjançant ventilació.
- Segona garbellada: cribratge que té per objecte separar el gra que encara no s'ha pelat per fer-li iniciar el procés.
- Blanquejar: es dona color blanc a l'arròs mitjançant processos de fricció del gra.
- Classificació: l'arròs es classifica per mides i es separa dels subproductes.